# وليد جاسم
وليد جاسم جاسمي، من مواليد 2 أغسطس 1986 في قطر، لاعب كرة قدم قطري، ويلعب مع نادي الريان القطري ومنتخب قطر لكرة القدم.
و قد بدأ مسيرته الكروية مع نادي الأهلي القطري، وفي عام 2003 انتقل إلى نادي الريان القطري وفي عام 2008 انتقل إلى نادي قطر القطري وبعد خلافات مع لازراوني مدرب الفريق انتقل إلى لخويا بالدرجة الثانية وكان ابرز لاعب بالفريق ساعده للصعود إلى دوري النجوم لأول مرة بتاريخه ولكنه اصيب بالرباط الصليبي ولم يلعب بالموسم الأول للخويا ومازال مستمر مع الفريق إلى الآن، وقد أختير أفضل لاعب مواطن في الدوري القطري في موسم 2004/2005. وساهم بشكل كبير بفوز منتخب قطر بكأس الخليج 17 وكان عمره 18 سنه وشتهر بضرباته الحرة التي لاتخطأ المرمى

## كأس الخليج 2004
و قد سجل هدف في مرمى منتخب الإمارات لكرة القدم، وقد سجل هدفين في مرمى منتخب العراق لكرة القدم.

## وصلات خارجية
- وليد جاسم على موقع قاعدة بيانات كرة القدم.إي يو (الإنجليزية)
- وليد جاسم على موقع ناشيونال فوتبول تيمز (الإنجليزية)

1. ↑  "وليد جاسم". فرق كرة القدم الوطنية. Benjamin Strack-Zimmerman.
2. ↑  صفحة النادي على موقع كورة نسخة محفوظة 30 مارس 2014 على موقع واي باك مشين.